# Chemin de fer Central del Chubut
Le chemin de fer Central del Chubut (FCCC) est une ancienne société argentine de chemin de fer exploitée par la Grande-Bretagne, qui a construit et exploité une ligne de chemin de fer dans la province de Chubut, en Patagonie, à la fin du XIXe siècle. Son nom anglais était le Chubut Central Railway. En 1922, il a été nationalisé et fait partie du vaste réseau ferroviaire argentin.
Cette ligne ferroviaire reliait la côte nord de Chubut à la ville de Las Plumas, à l'intérieur de la province. Il a fonctionné du 11 novembre 1888 (premier chemin de fer en Patagonie argentine) jusqu'en 1961, date à laquelle il a été définitivement fermé par le gouvernement national.

## Histoire

### Premières années
En 1884, le gouvernement argentin a accordé à l'immigrant gallois Lewis Jones l'autorisation pour construire et exploiter une ligne de chemin de fer entre la basse vallée du río Chubut et Puerto Madryn, au sud de la péninsule de Valdes. Avec l'aide de l'ingénieur Azhabel P. Bell, Jones fonde une société à Liverpool, au Royaume-Uni, pour financer la construction.
Le 20 octobre 1884, la loi no 1539 est adoptée, autorisant la construction du chemin de fer. Dans la seconde moitié de 1886, la pose des voies a commencé, depuis les deux extrémités : depuis Puerto Madryn, 250 ouvriers isolés, sous la direction de l'ingénieur Jones Williams, et depuis Trelew, profitant de l'existence d'eau douce et des avantages d'un relief (devant la lagune de Chiquichano) qui protégeait le site des intempéries et des inondations périodiques. Pour les travaux, le voilier Vesta est arrivé avec plus de 400 immigrants, dont des Espagnols, des Italiens, des Syro-Libanais et des Gallois, entre autres, et a apporté les matériaux pour la construction.
La ligne d'environ 70 km a été achevée en un peu plus d'un an et demi, à la fin de 1887, et comprenait la première ligne téléphonique de la région. À une époque où le voyage à cheval de la vallée à Golfo Nuevo prenait une vingtaine d'heures, le réduire à deux heures seulement grâce au chemin de fer était un véritable exploit. 
L'idée était de prolonger la ligne jusqu'à Trevelín et Esquel (Colonia 16 de Octubre) et de se connecter ensuite au chemin de fer Comodoro Rivadavia pour atteindre cette ville et de se connecter également (à Esquel) à La Trochita, pour atteindre Ingeniero Jacobacci. Il était également prévu que l'État argentin incorpore des locomotives diesel et construise la ligne à voie large de Puerto Madryn à Sierra Grande et enfin sa connexion avec le F.C. General Roca à San Antonio Oeste. Il a également été question d'inclure des services de bus dans le cadre de l'exploitation ferroviaire afin d'alimenter les lignes ferroviaires existantes. La décision de ne pas poursuivre l'embranchement est due au fait que, selon Clemente Dumrauf, il n'a pas été réalisé parce qu'il s'opposait aux intérêts anglais, qui ne voulaient de la Patagonie que pour le bétail. Une autre opinion est celle d'Eduardo José Miguez dans Las Tierras de los ingleses en la Argentina qui affirme que l'entreprise La Argentina Southern Land Company, une entreprise d'élevage au sud de Río Negro et dans le Chubut, a tronqué le projet de chemin de fer dans lequel elle s'était engagée lorsqu'elle a découvert la mauvaise qualité des terres avec lesquelles elle avait l'intention de financer la construction de la ligne ferroviaire.

### Dernières extension
C'est en 1922 que la dernière extension est commencée. C'est ainsi qu'a débuté le projet d'extension de la ligne vers l'ouest. La connexion au grand réseau se ferait par une voie étroite de 75 cm. En réponse à ce plan, la première voie du FCCC a été modifiée pour passer à un écartement de 75 cm. Cela permettrait d'étendre le chemin de fer pour former un plus grand réseau depuis la ligne vers San Carlos de Bariloche jusqu'aux branches vers Comodoro Rivadavia et Puerto Deseado. En mars 1924 a lieu la dernière tentative d'extension avec un plan qui devait se connecter à Esquel et de là à la ligne Ingeniero Jacobacci, mais lorsque les rails ont atteint Alto Las Plumas, il a été signalé que les travaux étaient suspendus et que la ligne en service diminuait progressivement son mouvement car les nouvelles extensions n'ont pratiquement pas apporté plus de trafic à la ligne.
Parmi les prétextes avancés pour son arrêt figure la descente du ravin de Las Plumas. La mauvaise planification de l'écartement 0,75, au détriment de l'écartement anglais de 1 mètre, a permis de descendre jusqu'à Paso de Indios, mais a empêché les trains de monter jusqu'à Las Plumas. Pour poursuivre le trajet jusqu'à Paso de Indios, il faudrait établir un nouveau tracé et exproprier la ligne anglaise Central del Chubut (tronçon Madryn-Dolavon). Bien que l'étude du tracé ait été réalisée et que l'achat du chemin de fer ait été couronné de succès, seules des promesses ont été faites aux citoyens et aucun travail significatif n'a été repris par l'État. Bien que les habitants de la région n'aient cessé de se plaindre depuis l'arrêt, l'excuse a été que les travaux n'étaient pas inclus dans le budget de Ferrocarriles Argentinos, qui était débattu au Congrès.

### Dernières modifications
L'écartement initial était d'un mètre, mais plus tard, on a adopté l'écartement de 75 cm. Cependant, les deux écartements ont persisté jusqu'en 1930, après quoi l'écartement d'un mètre a définitivement disparu.
À partir du milieu du siècle, les chemins de fer ont subi la forte concurrence du transport automobile non coopératif qui se chevauchait. Les espoirs sont revenus avec l'annonce de la construction de la branche de 10 km du barrage de Florentino Ameghino. Ces travaux ont été achevés en 1945. L'embranchement allait de Las Chapas au barrage, apportant environ 1 500 tonnes de ciment par mois de Comodoro Rivadavia par vapeur et par train. En outre, il y avait deux stations temporaires pour les deux camps de travailleurs.
En 1948, après la nationalisation de Perón, le décret no 32.574 réorganise les lignes ferroviaires administrées par Ferrocarriles del Estado. À la suite de cet ajustement, huit chemins de fer ont été créés : General Bartolomé Mitre, General Belgrano, Domingo F. Sarmiento, General Roca, General San Martín, General Urquiza et Patagónico. C'est pourquoi les chemins de fer de Comodoro a Sarmiento, de Puerto Deseado à Las Heras, de General Vinter à San Juan et de Puerto Madryn à Altos de Las Plumas ont été intégrés au nouveau chemin de fer Patagónico. Sous cette administration, tous ses chemins de fer ont connu une période dorée. Cependant, malgré les tentatives d'augmenter le trafic et de se coordonner avec les services maritimes, la mauvaise gestion avec un nombre trop élevé d'employés, le manque de capitaux et l'impossibilité de concurrencer le transport automobile plus efficace ont fait que les clients se sont progressivement tournés vers les camions. La direction du chemin de fer était située à Puerto Madryn. Les chemins de fer ont fonctionné comme des entreprises autonomes, puis sont passés sous le contrôle de l'Empresa Nacional de Transportes (ENT). Cette société était responsable du tramway, du métro et des transports automobiles nationalisés.
En 1956, la Superintendencia de Ferrocarriles a été créée et en 1958, lorsque l'Empresa Nacional de Transportes a été liquidée, l'Empresa de Ferrocarriles del Estado Argentino (EFEA) a été mise en place, regroupant exclusivement les six lignes de chemin de fer - le chemin de fer Patagónico a été incorporé dans l'orbite de General Roca. Dans cette réorganisation ultérieure, sous le chemin de fer Roca, la super-intendance des lignes patagoniennes a été établie à Puerto Madryn. À cette époque, le trafic était à l'agonie ; la surintendance a fait un diagnostic correct de la situation : la seule solution aux fermetures imminentes était la construction du chemin de fer transpatagonien, qui n'a jamais été construit. En tout cas, la nouvelle organisation de la Roca a fini par condamner la quasi-totalité des lignes patagoniennes. En quelques années seulement, les fermetures ont commencé en partie avec le plan Larkin et se sont poursuivies plus tard avec Videla et Menem. Une enquête menée après la fin des lignes de Patagonie a montré que les raisons qui ont conduit à la fermeture de ces lignes isolées étaient que l'administration ferroviaire ne connaissait pas le système réel d'exploitation des branches de Patagonie. En outre, cette étude a révélé que les performances de la société étaient minimes et qu'il y avait un manque de rénovation des unités de transport et une absence totale de réponse pour effectuer les réparations nécessaires.
Après la nationalisation des chemins de fer en 1948, le chemin de fer n'a pas reçu de nouveau matériel, se maintenant avec son propre matériel provenant de ses ateliers de Madryn, matériel qui n'avait que 25 ans de service. En période de faible densité de voyageurs, certains services devaient être assurés par des voitures automobiles fabriquées dans ces ateliers. Dès 1950, trois autorails à essence ont été fabriqués sur la base des voitures à remorque 1922 Familleureux. Ils étaient unidirectionnels et nécessitaient donc l'utilisation d'une table tournante ou d'un triangle pour leur retour. La même année, les derniers investissements significatifs de l'État sont inaugurés : une automobile pour l'embranchement Trelew-Rawson, construite à partir d'un wagon de passagers ; 17 logements pour les cheminots à Puerto Madryn et 8 à Trelew ; la rénovation des voies et le remplacement du plancher du quai à Puerto Madryn.
En 1953, peu avant la disparition de ce chemin de fer, qui était administré par le chemin de fer Patagónico, avec sa direction à Puerto Madryn. Les travailleurs se sont réunis, sous l'impulsion du directeur des chemins de fer, pour former un club social dans les hangars ferroviaires, avec pour grand objectif de donner une contenance à la famille des cheminots. Sous le nom de Club Ferrocarril Patagónico Social, Deportivo y Cultural est né au milieu des années 50, aujourd'hui appelé Club Social y Deportivo Ferrocarril Patagónico.

### Dernières années
Le projet garantissait que le trafic serait obtenu par l'exploitation des mines exceptionnellement riches de Sierra Grande sans aucune concurrence. En termes de transport de passagers, elle absorberait un grand nombre de passagers qui se déplacent par voie terrestre et aérienne. En outre, la voie ferrée traverserait des sections peuplées de bétail. Enfin, l'aspect touristique des plages de Madryn et Unión serait renforcé. En bref, la réalisation de l'union avec le chemin de fer de Río Negro permettrait de surmonter le système ferroviaire-maritime que les lignes isolées de Patagonie utilisaient pour leurs cargaisons. Ceux-ci sortaient par les ports au moyen de navires qui ralentissaient, rendaient les cargaisons plus chères et les maltraitaient, avec pour conséquence une perte de compétitivité par rapport à d'autres moyens de transport. La proposition a commencé à être appelée le FC Transpatagonien. Aujourd'hui encore, cette question est rappelée et ravivée par les acteurs politiques actuels.
La construction du chemin de fer à écartement d'un mètre et, plus tard, de l'écartement étroit de 0,75 m, propriété de l'État, a empêché toute connexion avec le reste du réseau ferroviaire argentin. Un autre facteur de son déclin a été la vitesse atteinte avec cette voie étroite unifiée dans les années 1930 et 1940, en moyenne 25 km par heure, qui l'a rendue inapte à concurrencer le transport motorisé après l'introduction progressive de l'asphalte dans les années 1950 et 1960. Pour compléter son déclin, elle est rapidement devenue déficitaire en raison de la faible marge de population qu'elle desservait ; un bilan pour 1960 a montré des dépenses de 42 876 527 $ et des bénéfices de seulement 7 867 092 $. Ce déclin rapide s'explique par un certain nombre de facteurs qui ont affecté le réseau ferroviaire dans tout le pays. En 1960, le nombre de chargements était passé de 70 931 en 1956 à seulement 29 339 en 1960 ; cette baisse était due à l'intense campagne de concurrence menée depuis des années par les camions au détriment du transport rail-mer, ce qui entraînait l'absence de navires sur la côte et, par conséquent, l'acheminement par cette voie de marchandises générales et de produits régionaux qui, pour des raisons tarifaires, ne seraient pas recommandés.
En 1957, des rumeurs concernant sa possible fermeture avaient déjà commencé à faire surface. Le syndicat n'a pas été en mesure de répondre de manière adéquate à cette grave détérioration, comme l'organisation des travailleurs avait souffert après la révolution libératrice qui avait déposé le président populiste Juan Domingo Perón. La junte militaire avait ordonné la destitution de ses principaux dirigeants, bien qu'en 1958, après la victoire de Frondizi, certains d'entre eux aient été réintégrés. La CGT réorganisée est alors dirigée par Gilberto Hughes, dans un contexte où divers conflits surgissent avec les entreprises et entre les dirigeants syndicaux eux-mêmes, car après l'installation des premières usines dans la région de la vallée de Chubut, le syndicat du textile est intégré à la centrale syndicale. Tous ces changements dans le pôle ouvrier ont redéfini la situation et les intérêts.
Une autre raison du déclin rapide du chemin de fer est que la structure générée par le travail intense entre le chemin de fer et le transport maritime a continué à fonctionner jusqu'à la fin des années 1950 et au début des années 1960. Au cours de cette même décennie, les exemptions douanières ont été levées, les dernières compagnies de cabotage maritime ont disparu, de même que la Compañía Mercantil de Chubut et enfin le Ferrocarril Patagónico a fermé ses portes. 